# Олвар
Олвар (словац. Olvár) — річка в Словаччині; права притока Іпеля довжиною 18.5 км. Протікає в округах  Вельки Кртіш.
і Левіце.
Витікає в масиві Крупінська-Планина на висоті 405 метрів. Протікає територією села Грушов і міста Шаги.
Впадає в Іпель на висоті 123 метри.